# Serra do Cunha
A Serra do Cunha esta localizada em Marilândia e se estende até Mantenópolis, no norte do Espírito Santo.
É um dos principais acidentes geográficos do norte do Espírito Santo. A sua cota máxima é 1.800 m em Mantenópolis.